# Carlos Alberto Cornejo Campaña
Carlos Alberto Cornejo Campaña (Santiago de Xile, 1944 - Madrid, 20 de maig de 2003) va ser un periodista, escriptor, dramaturg, crític de cinema i guionista d'historietes xilè exiliat a Espanya.

## Biografia
Era net del locutor de ràdio Gustavo Campaña, autor del programa La familia chilena. Va estudiar ciències polítiques i literatura a la Universitat de Santiago de Xile i va fer alguns estudis de cinema a la Universitat Complutense de Madrid i a la London School of Film Technique.
Des de 1960 escrivia articles i contes a diverses revistes. Començà la seva carrera com a dibuixant de còmics amb Alberto Vivanco, amb qui va assolir fama gràcies a la tira còmica Lolita al diari El Clarín de Xile des de 1964. A més, entre 1965 i 1973 va escriure articles de crítica de cinema a les revistes Ercilla, Ecran i La Quinta Rueda amb el pseudònim Incinerador. També presentà el programa de televisió El mejor cine del Canal 9 de la Universitat de Xile, i fou comentarista cultural al noticiari de la Televisión Nacional de Chile (1970-1973), i va escriure els llibres de còmics Simbad el marino (amb dibuixos de Jorge Salas) i La desaparición de Carpincho (amb dibuixos d'Hervi). Alhora, va compondre les obres de teatre Historia de la mujer (1970), Adiós papá (1971) i Educación Seximental (1972) amb el mim Enrique Noisvander.
Arran del cop d'estat de l'11 de setembre de 1973 que va instal·lar Augusto Pinochet a Xile es va veure obligat a marxar i el 1974 es va instal·lar a Espanya. El mateix any va dibuixar per a la revista catalana Tretzevents. Després va publicar en còmic Una canción de navidad (versió del clàssic de Charles Dickens, 1974), El barón de Munchhausen (1975), Viaje al centro de la Tierra (1977) i Pulgarcito (1978), alguns d'ells elegits "Llibres d'interès infantil i juvenil" pel Ministeri de Cultura d'Espanya. Després va continuar com a guionista de la Colección Clasicómic fins 1987.
El 1976 va realitzar el guió per a la sèrie de TVE Eva a las diez i el 1988 fou un dels nominats junt a José Agustín Mahieu al Goya al millor guió adaptat per El túnel d'Ernesto Sábato, dut al cinema per Antonio Drove. D'inspiració cristiana, va escriure El valor de la vida humana, Biografía de Juan Pablo II i 10 texts per a Un santo para Chile (1992). Va ser membre del World Press Institute i de l'Acadèmia de les Arts i les Ciències Cinematogràfiques d'Espanya.
Va morir a Madrid el 20 de maig de 2003, víctima d'una complicació d'arteritis. El seu darrer projecte fou el guió Donde comienza la luz sobre la biografia de Gabriela Mistral.